# 남태평양 3000마일
《남태평양 3000마일》은 1987년 11월 29일부터 1987년 12월 1일까지 MBC에서 방영된 창사 26주년 특집 드라마다.

## 줄거리
- 참치잡이 어선의 선장으로 10여년 동안 원양 어업계에서 이름을 드날렸던 김성천 선장은 본사에서 근무하던 어느 날, 사장의 간곡한 부탁으로 아내의 반대를 뒤로 한 채 급히 사모아로 출발한다.

## 등장 인물
- 한인수 - 김성천 역
- 임영규 - 양민섭 역
- 김동현 - 오태수 역
- 홍진희 - 임지연 역
- 김도연 - 안나 역
- 임정하 - 김대식 역
- 변희봉 - 박명규 역
- 이동신 - 한세훈 역
- 정성모 - 조향일 역
- 나영진 - 심수 역
- 박상조 - 만철 역
- 김성찬 - 성태 역
- 정진 - 조리사 역
- 임문수 - 통신장 역